# Triaenops rufus
Triaenops rufus là một loài động vật có vú trong họ Dơi nếp mũi, bộ Dơi. Loài này được Milne-Edwards mô tả năm 1881.